# Sahr Senesie
Sahr Senesie (né le 20 juin 1985 à Koindu au Sierra Leone) est un footballeur allemand d'origine sierra-léonaise. Son demi-frère, Antonio Rüdiger, est également footballeur.

## Biographie
Sahr Senesie a été formé au centre de formation du Borussia Dortmund. 
Il joue en tant qu'ailier gauche ou en tant que milieu de terrain offensif.